# St. Johannes Baptist (Beelen)

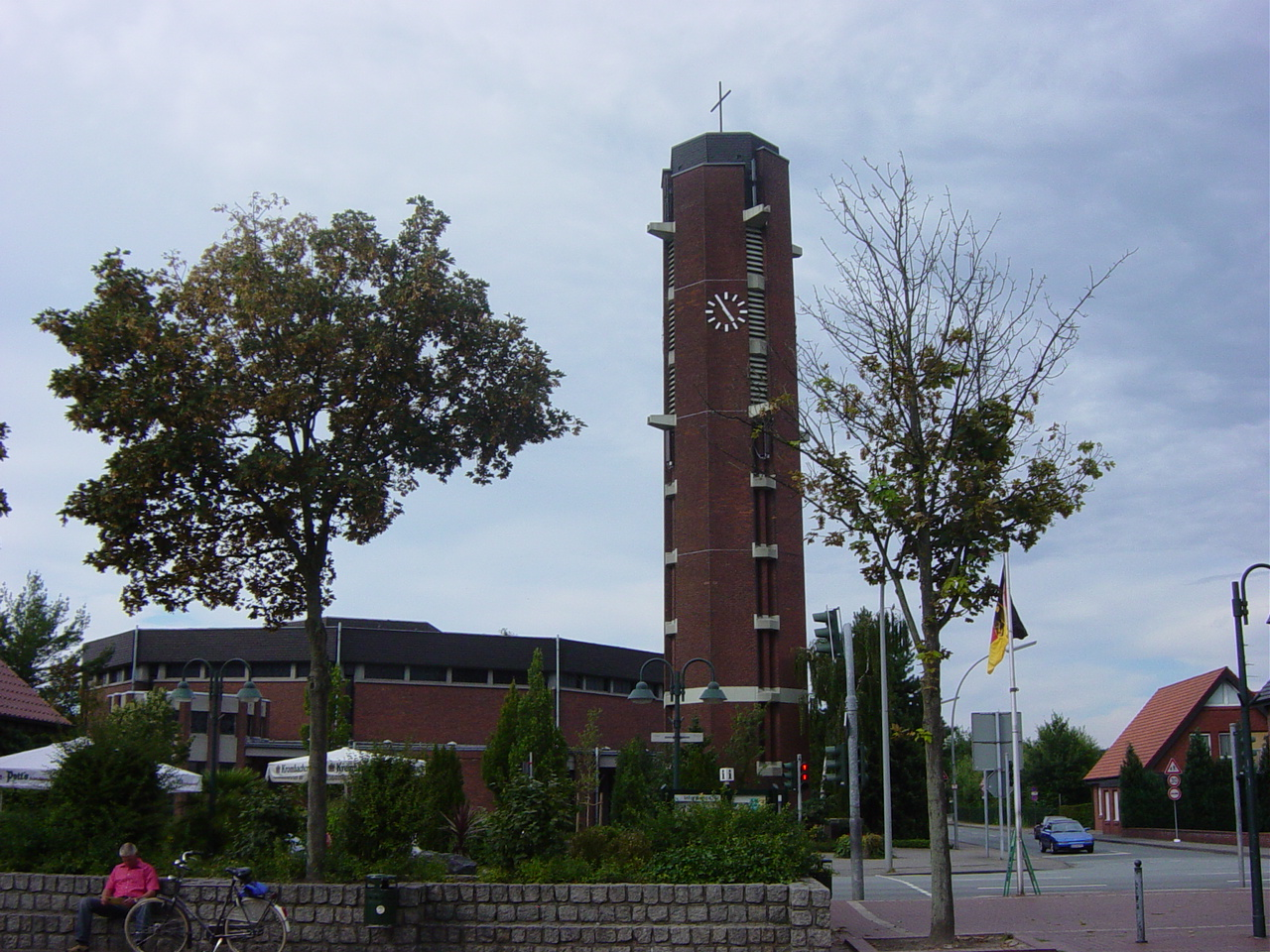
Kirche St. Johannes Baptist

Die Kirche St. Johannes Baptist in Beelen ist Johannes dem Täufer geweiht. Strukturell gehören Kirche und Gemeinde zum Dekanat Warendorf im Bistum Münster.

## Geschichte
Die erste in Beelen nachgewiesene Kirche ist die Marienkirche, die Bischof Nidhard im Jahre 920 weihte. Als Pfarrei ist Beelen erstmals 1188 urkundlich nachgewiesen.
In den Jahren 1856/1857 wurde die dritte Beelener Kirche im neugotischen Stil in Backstein errichtet und stellte einen der ersten neugotischen Kirchenbauten im Bistum Münster dar.
Das derzeitige Kirchengebäude ist die vierte Beelener Kirche. Sie wurde 1967/1968 erbaut, da der Vorgängerbau in einem baulich schlechten Zustand war und zu erwarten stand, dass er der wachsenden Pfarrgemeinde nicht mehr ausreichend Platz würde bieten können. Die neue Kirche wurde aus dem ortstypischen roten Backstein gemauert. Der Kirchenraum beeindruckt neben der roten Farbgebung auch durch seine ungewöhnlich offene, querovale Gestaltung.

## Innenansichten

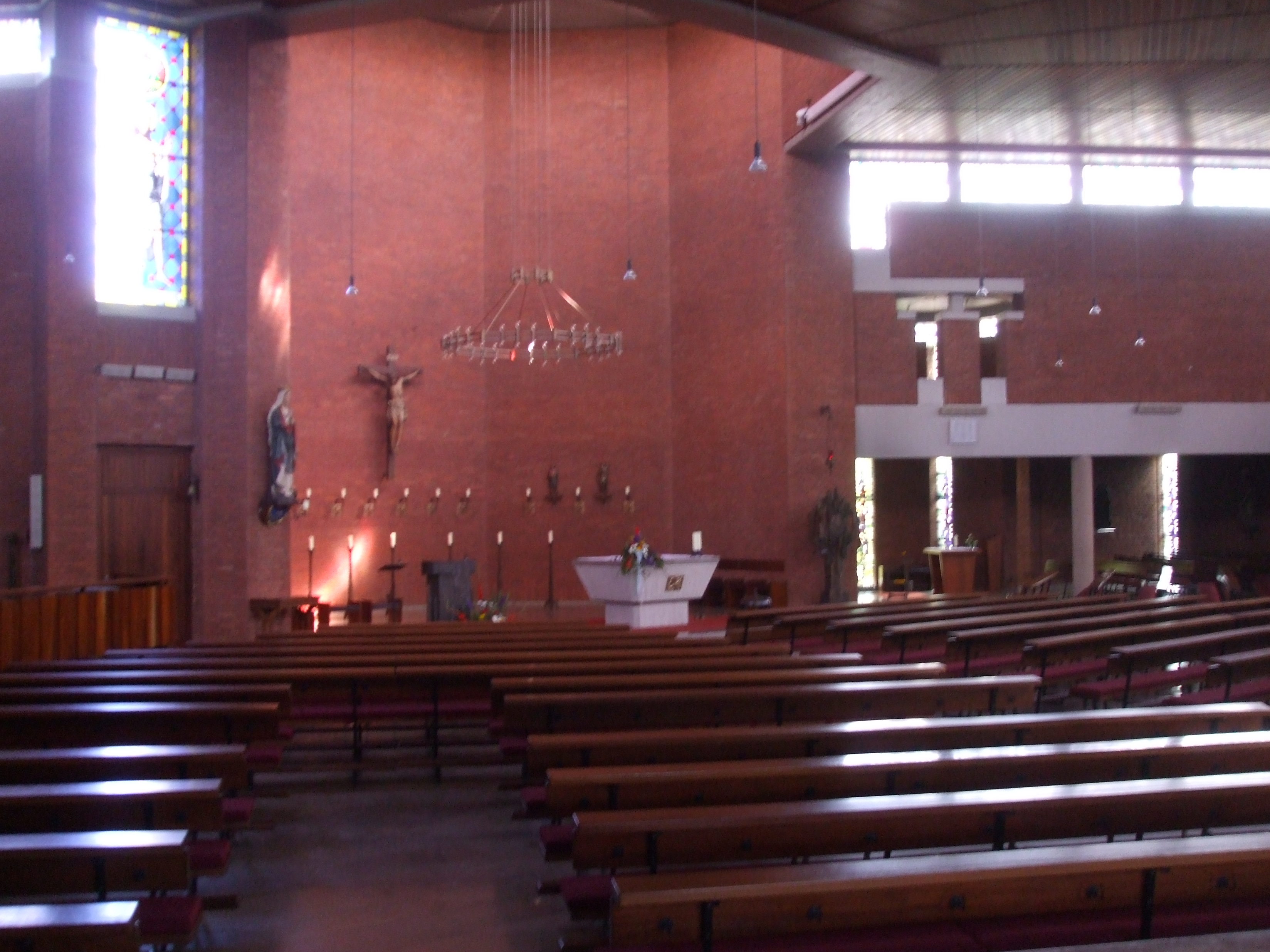
Blick ins Kirchenschiff
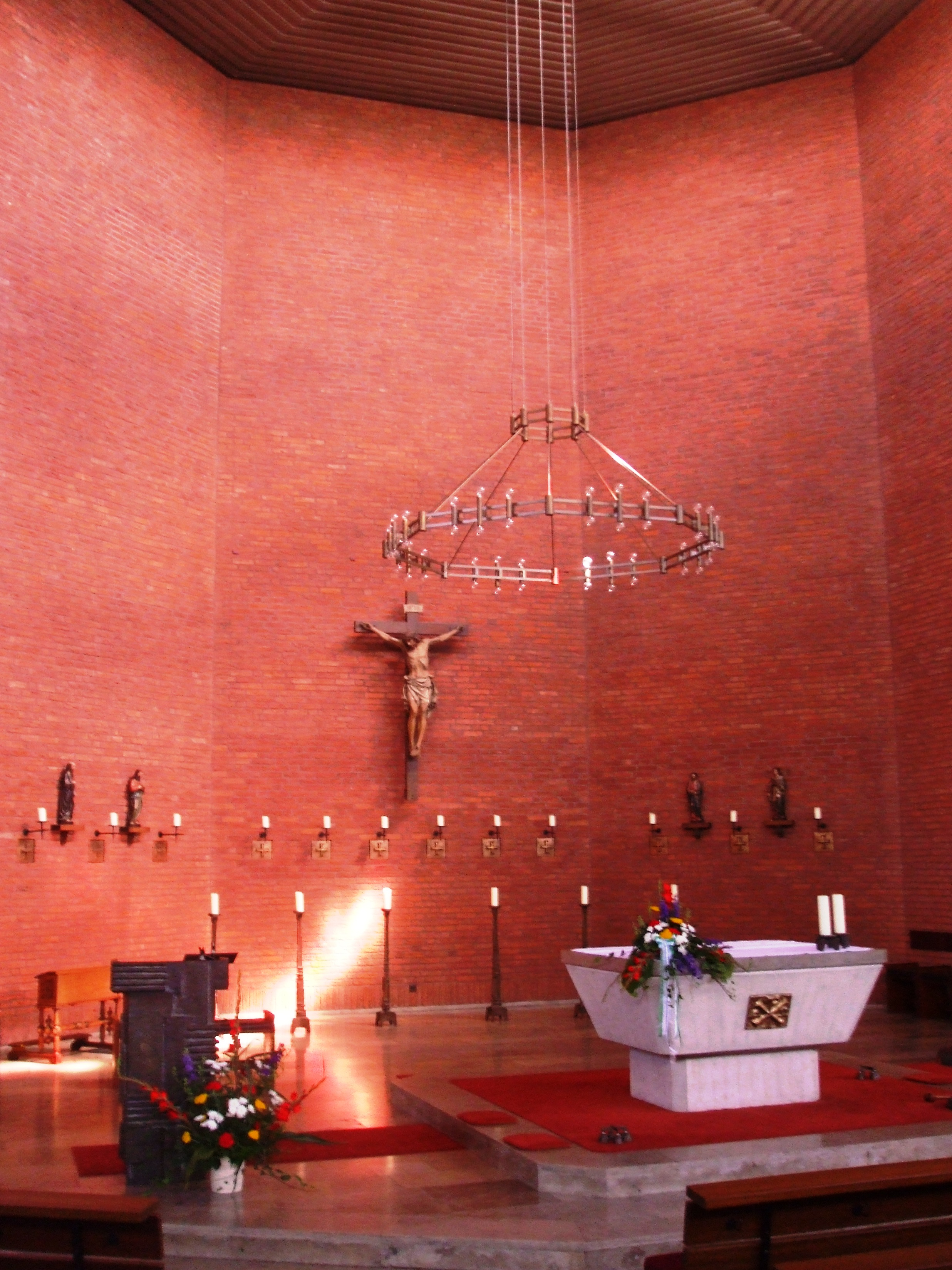
Blick auf den Chorraum
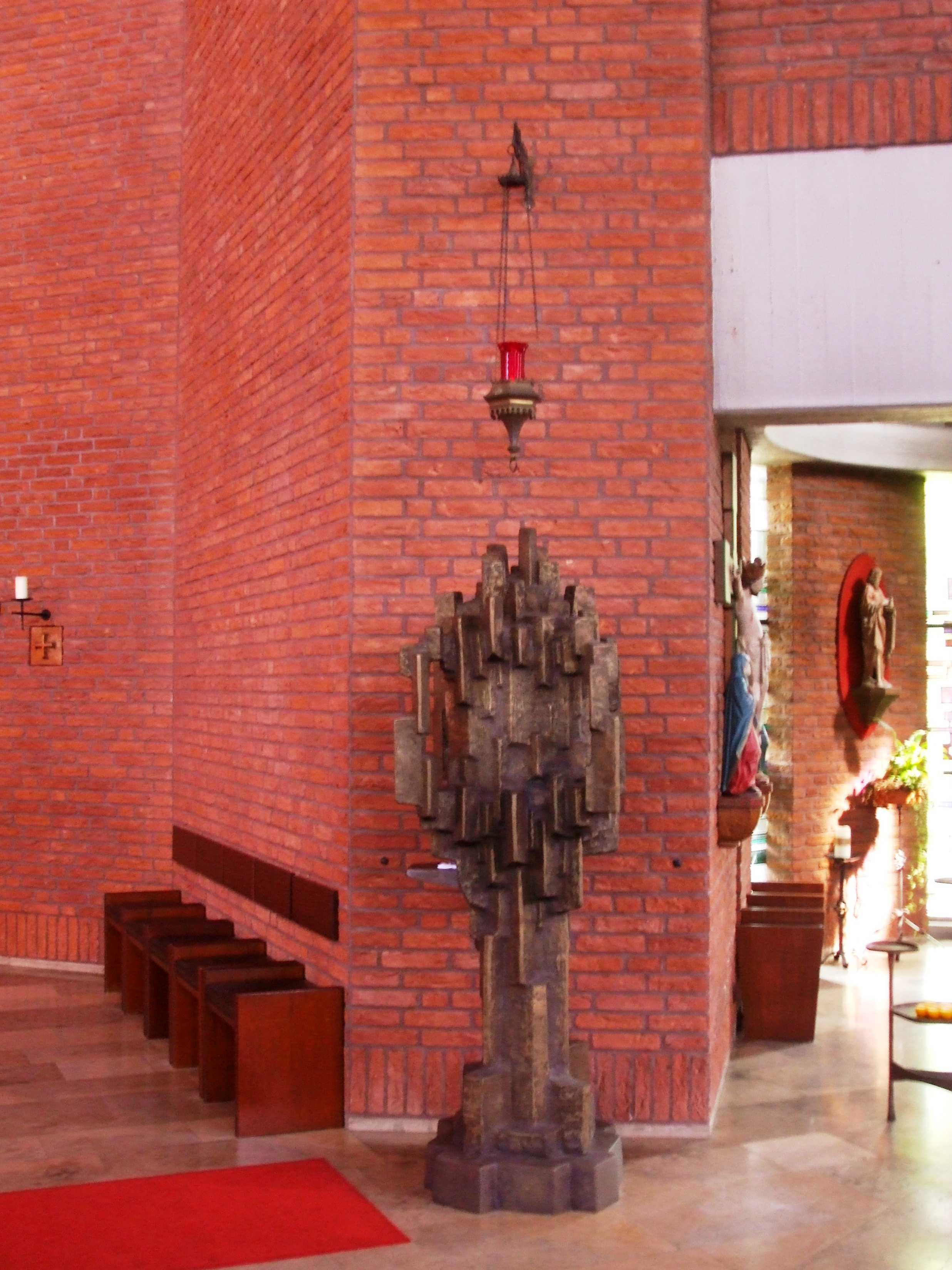
Sakramentenhäuschen
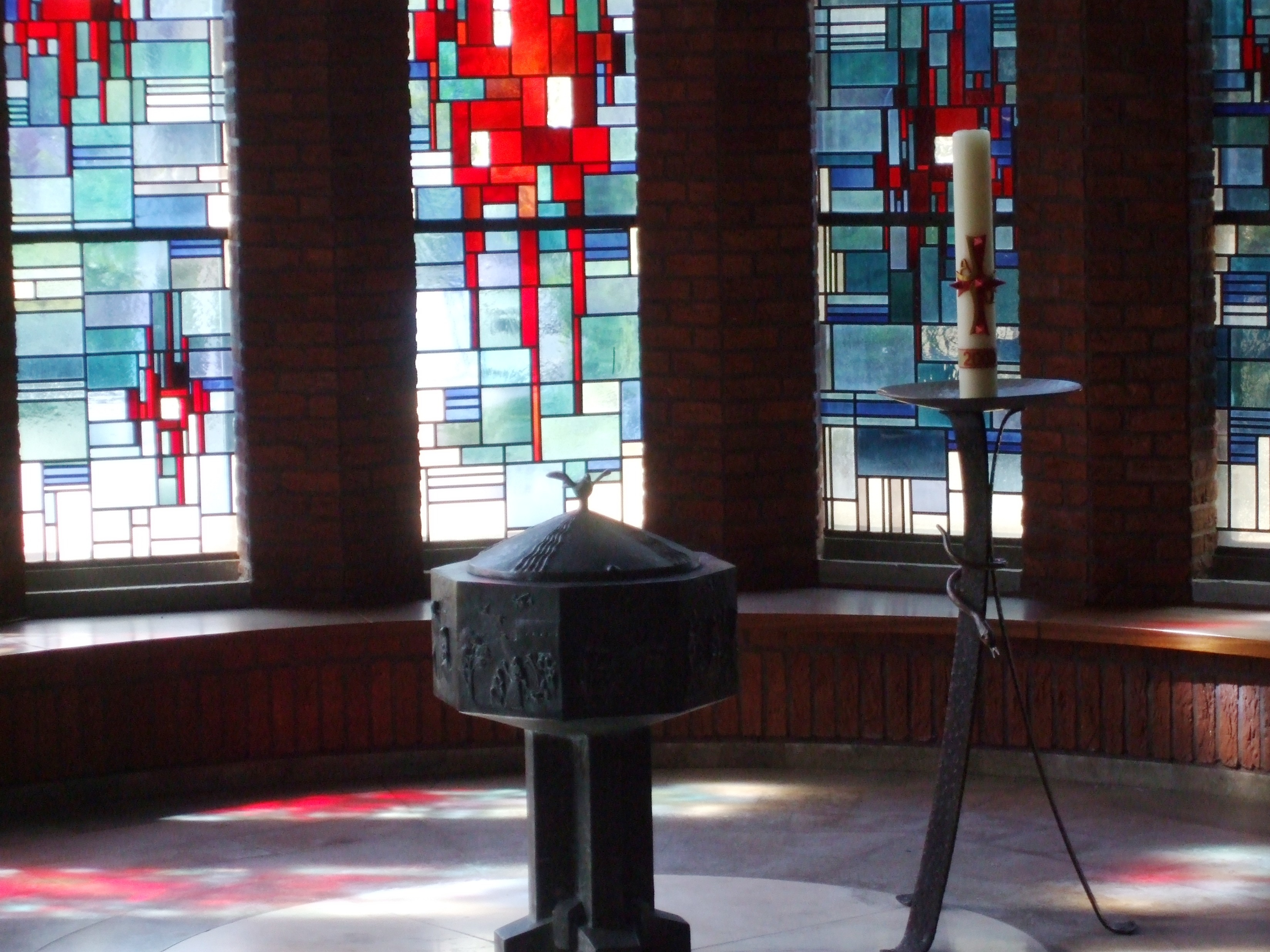
Taufbecken